# Erich Klausener

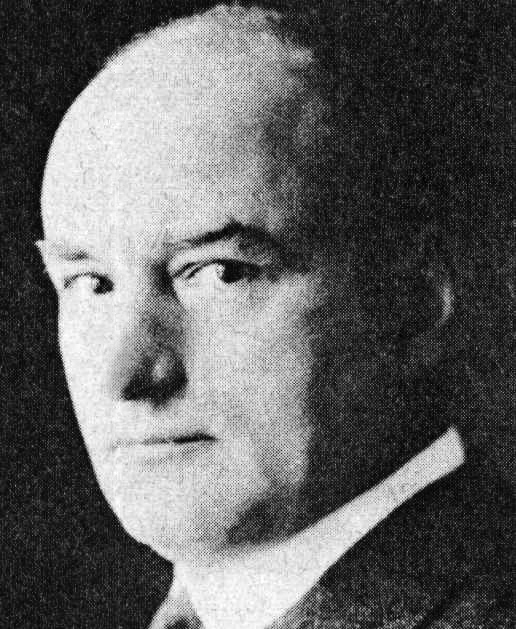
Erich Klausener omkring år 1928.

Erich Klausener, född 25 januari 1885 i Düsseldorf, död 30 juni 1934 i Berlin, var en tysk jurist, katolsk politiker och antinazist.

## Biografi
Klausener studerade rättsvetenskap och avlade juris doktorsexamen 1911 efter att ha lagt fram avhandlingen Das Koalitionsrecht der Arbeiter nach Reichsrecht und Preussischem Recht. Under första världskriget var han ordonnansofficer i Belgien, Frankrike och på östfronten. Under 1920-talet tjänstgjorde han bland annat vid det preussiska inrikesministeriet och ledde dess polisavdelning.
År 1928 blev Klausener ledare för Katolsk Aktion i Berlin. Före Adolf Hitlers maktövertagande i januari 1933 stödde Klausener den preussiska polisens ingripanden mot nazisternas våldsaktioner. Efter maktövertagandet förflyttades Klausener till det preussiska transportministeriet så att Preussens nye ministerpresident, Hermann Göring, kunde inleda nazifieringen av den preussiska polisen.
Klausener var en av vicekansler Franz von Papens rådgivare och tillsammans med Edgar Julius Jung och Herbert von Bose författade han ett tal som von Papen höll i Marburg den 17 juni 1934. I talet riktade von Papen kritik mot den nationalsocialistiska regeringen och förkastade dess användning av våld. Talet gjorde Hitler rasande och han menade att von Papen, Klausener, Bose och Jung tillsammans med SA-chefen Ernst Röhm förberedde en statskupp. I samband med de långa knivarnas natt kort därefter mördades Klausener, von Bose, Jung och Röhm, medan von Papen skonades.

### Webbkällor
- ”Erich Klausener” (på tyska). Gedenkstätte Deutscher Widerstand. Arkiverad från originalet den 1 februari 2014. https://www.webcitation.org/6N4QHQUDM?url=http://www.gdw-berlin.de/nc/de/vertiefung/biographien/biografie/view-bio/klausener/. Läst 1 februari 2014.